# چلسی وستون
چلسی وستون (انگلیسی: Chelsea Weston؛ زادهٔ ۲۷ ژانویهٔ ۱۹۹۰) بازیکن فوتبال اهل بریتانیا است.

وی همچنین در تیم ملی فوتبال زیر ۱۷ سال انگلستان بازی کرده‌است.